# Bernard Van Zuiden Music Prize
Der Bernard Van Zuiden Music Prize ist ein chinesischer Musikpreis. 

## Geschichte
Der Bernard Van Zuiden Music Prize wird seit 1986 jährlich von den Treuhändern des Bernard Van Zuiden Music Fund an den besten Musikstudenten im letzten Studienjahr an der Chinesischen Universität Hongkong vergeben. Namensgeber ist der holländische Textilunternehmer Bernard van Zuiden, der 1946 die B. Van Zuiden Brothers Limited gründete. Der Preis ist mit 10.000 Dollar dotiert.

## Preisträger
- Israel Lai (2018)
- Samuel Chan (2016)
- Danny Yau (1987)
- Sophia Woo Shuk-fai
- Lam Shun (1990)
- Ada Lai (1997)
- Ng Cheuk-yin (1999)
- Stephen Chong (2004)
- Loo Sze-wang
- Stella Wong
- Grace Yu
- Charles Kwong Chin-wai
- Chiyan Wong (2007)
- Melody Sze
- Lam Wing-tsan
- Colleen Lee Ka-ling